# Partido de San Miguel
San Miguel es uno de los 135 partidos de la provincia argentina de Buenos Aires. Está situado al noroeste de la Capital Federal y está totalmente integrado a la aglomeración urbana conocida como Gran Buenos Aires. Su localidad cabecera, San Miguel, se halla a 33 km del centro de la ciudad de Buenos Aires y a 88 km de La Plata, la capital provincial. Limita con los partidos de Tigre, San Martín, Tres de Febrero, Hurlingham, Ituzaingó, Moreno, José C. Paz y Malvinas Argentinas.
Fue creado el 20 de octubre de 1994 por Ley Provincial 11.551 de la Provincia de Buenos Aires a partir de la división del anterior partido de General Sarmiento. A partir de dicha división se crearon también los partidos de José C. Paz y Malvinas Argentinas.
El partido es conocido por sus extensas zonas residenciales, por tener al Campo de Mayo en su territorio y por sus frondosas arboledas. Si bien históricamente gran parte del partido ha servido como ciudad dormitorio en torno a Buenos Aires, en las décadas recientes se ha transformado en un polo gastronómico y de esparcimiento en la región noroeste del área metropolitana. El centro de la ciudad es comúnmente frecuentado por habitantes de partidos vecinos y presentó un crecimiento acelerado del mismo.

## Historia
En 1632 se concedieron cinco suertes (tierras de labor) de estancias sobre el río de Las Conchas (hoy Reconquista). En 1850 el francés Fortunato Pucel ofreció subdividir las tierras y crear dos pueblos que dieron origen al expartido de General Sarmiento, y que hoy forman parte de San Miguel y Bella Vista. Ese fue el año en el que se constituyó la localidad de San Miguel, fundada por Adolfo Sourdeaux, mientras que el partido fue creado por la Ley 11551 el 20 de octubre de 1994.
A principios del año 1889 se inicia un poderoso movimiento separatista en todo el vecindario, para solicitar al Gobierno la independencia administrativa del lugar, mediante la creación de un nuevo partido con el nombre de "San Miguel", dada la importancia económica alcanzada, el aumento demográfico considerable y las grandes dificultades para comunicarse con el pueblo cabecera (Moreno).
En el nuevo municipio quedarían comprendidos los pueblos de San Miguel y Bella Vista, que integran el Cuartel Segundo, a los cuales se anexarían espacios territoriales pertenecientes a los partidos de Pilar y Las Conchas (Tigre), que también se encontraban incomunicados con sus respectivas cabeceras por los arroyos y ríos que inundaban todo el año amplias fracciones, constituyendo verdaderos cañadones intransitables.
En cambio todo este territorio presentaba una característica uniforme en su conformación física. La extensión del nuevo partido sería de 18.850 hectáreas (las que por ley 4.774 del 13 de octubre de 1939 se amplían a 19.530 hectáreas en virtud de quitarle a Pilar nuevas tierras). De éstas existen en el año 1889, 225 hectáreas con pueblo, otras 985 hectáreas ocupadas con quintas y 7000 hectáreas con establecimientos rurales. La Contribución Directa se evaluó en esa oportunidad en 29.780 pesos y los impuestos municipales que corresponderían cobrar pasarían los 8.500 pesos; 46.000 pesos por derechos de abasto y más de 5.000 pesos por los impuestos generales. Las tierras producían en esos años, 500.000 kilos de trigo, 800.000 de maíz, 100.000 de lino, 8.000 de cebada y más de 400 cuadras de alfalfa. Además existían 8.000 cabezas de ganado vacuno, 15.000 de lanar, 3.000 caballos y 6.000 cerdos. El valor de la tierra en el pueblo era de $1,20 la vara cuadrada; $1200 la hectárea en las chacras y de $900 en el resto del futuro partido.
La población, según el censo de esa fecha, era de 3.480 habitantes, la que año a año aumentaba en forma acelerada, debido a la gran división de las tierras, al poco valor de las mismas y a la gran facilidad de los medios de comunicación con la Capital Federal y otros puntos del país. Presentado el proyecto de la creación del nuevo partido a la Legislatura de la Provincia, obtiene sanción favorable en ambas Cámaras, pero otorgándole al municipio y a su pueblo cabecera el nombre de "General Sarmiento", como primer homenaje de la Provincia de Buenos Aires al ilustre patricio Domingo Faustino Sarmiento, que había fallecido un año antes en Paraguay. El gobernador Máximo Paz y el ministro de Gobierno, Francisco Seguí, promulgaron el 18 de octubre de 1889 la ley N° 2.198 por la cual se creó el Partido de General Sarmiento, solicitado por sus vecinos.
Se debe consignar que en el momento de crearse el partido, éste sólo estaba constituido por las localidades de San Miguel (que fue designada cabecera con el nombre de "General Sarmiento") y Bella Vista, con una zona íntermedia que había comenzado a ser llamada Muñiz como derivación del nombre otorgado a la estación ferroviaria del Ferrocarril Buenos Aires al Pacífico, inaugurada un año antes.
Cuando el 18 de mayo de 1864 el ingeniero Adolfo Sourdeaux trazaba el primer plano de la villa que bautizó con el nombre de San José de Pilar; iniciaba el camino de la transformación de una zona de lomadas suaves típicas del área que forma parte de la pampa ondulada, nombre que luego cambió por el de San Miguel. El paso de los Ferrocarriles, la creación de poblaciones como Bella Vista, Muñiz y José C. Paz dieron lugar a lo que se llamó Gral. Sarmiento, conformado por los hoy partidos de San Miguel, Malvinas Argentinas y José C. Paz. El crecimiento poblacional determinó con el tiempo esta división de los tres partidos que se produce en el año 1995.
El 20 de octubre de 1994, el partido se creó por Ley 11.551.

## Geografía

### Ubicación

Partidos del Gran Buenos Aires y el Gran La Plata.

El partido de San Miguel se ubica a unos 30 km del centro de la Capital Federal. A él se puede acceder directamente por la RP 8 (ex-RN 8), la RP 201, la RP 23 (ex-RN 202), la Autopista Camino del Buen Ayre, e indirectamente, por los accesos Norte y Oeste (RN 7). Además, se puede acceder directamente por tren, por las líneas San Martín y Urquiza del servicio metropolitano de trenes.
El partido de San Miguel limita con el partido de Malvinas Argentinas por la RP 8 (Avenida Presidente Arturo Umberto Illia) y la RP 23 (Avenida General Juan Gregorio Lemos); limita por el río Reconquista con los partidos de Ituzaingó, Hurlingham, Tres de Febrero y General San Martín; y también limita con los partidos de Tigre, Moreno y José C. Paz.

### Sismicidad
La región responde a la «subfalla del río Paraná», y a la «subfalla del río de la Plata», con sismicidad baja; y su última expresión se produjo el 5 de junio de 1888 (137 años de silencio sísmico), a las 3.20 UTC-3, con una magnitud probable, de 5,0 en la escala de Richter (terremoto del Río de la Plata de 1888).
La Defensa Civil municipal debe advertir sobre escuchar y obedecer acerca de:
- Tormentas severas periódicas.
- Baja sismicidad, con silencio sísmico de 137 años.

## Localidades
| Localidad             | Población (2022)      |                                               |
| --------------------- | --------------------- | --------------------------------------------- |
| San Miguel (Cabecera) | 68.129                | Construcción de grandes edificios permitida   |
| Bella Vista           | 94.048                | Solo edificios que no superen los dos pisos   |
| Campo de Mayo         | 1554 (Variable)       | Guarnición militar. Jurisdicción del Ejército |
| Muñiz                 | 35.855                | Construcción de grandes edificios permitida   |
| Santa María           | 128.064               | Solo edificios que no superen los dos pisos   |
|                       | Total: 327.650 (2022) |                                               |

## Política

### Gobierno
Al igual que los 135 distritos de la Provincia de Buenos Aires, el partido de San Miguel está a cargo de un intendente, un Concejo Deliberante con concejales, y un Consejo Escolar con consejeros escolares. En el caso de San Miguel son 24 bancas de concejales y 8 de consejeros escolares. Tanto el Concejo Deliberante como el Consejo Escolar se renuevan por mitades cada 2 años. El intendente tiene un mandato que dura cuatro años y puede ser reelecto indefinidamente, este es electo mediante el voto en las Elecciones Nacionales de la República Argentina que se celebran cada cuatro años.
Su intendente desde el 3 de agosto de 2016 es Jaime Méndez (Cambiemos) tras aprobarse, por parte del Concejo Deliberante, el pedido de licencia del entonces intendente Joaquín de la Torre para asumir al frente del Ministerio de Producción de la Provincia de Buenos Aires. Luego de las elecciones nacionales del 2019, Jaime Mendez fue elegido nuevamente, renovando así su cargo hasta 2023. Luego de las elecciones nacionales del 2023, Mendez fue elegido nuevamente, renovando así su cargo hasta 2027.
| Composición actual de la intendencia, concejo deliberante y consejo escolar (año 2023) | Composición actual de la intendencia, concejo deliberante y consejo escolar (año 2023) | Composición actual de la intendencia, concejo deliberante y consejo escolar (año 2023) | Composición actual de la intendencia, concejo deliberante y consejo escolar (año 2023)                                                             | Composición actual de la intendencia, concejo deliberante y consejo escolar (año 2023) | Composición actual de la intendencia, concejo deliberante y consejo escolar (año 2023) | Composición actual de la intendencia, concejo deliberante y consejo escolar (año 2023) | Composición actual de la intendencia, concejo deliberante y consejo escolar (año 2023) |
| -------------------------------------------------------------------------------------- | -------------------------------------------------------------------------------------- | --- | --- | -------------------------------------------------------------------------------------- | -------------------------------------------------------------------------------------- | -------------------------------------------------------------------------------------- | -------------------------------------------------------------------------------------- |
|                                                                                        | Intendente: Jaime Mendez (Juntos por el Cambio)                                        | | |                                                                                        |                                                                                        |                                                                                        |                                                                                        |
| Partido/Alianza                                                                        | Partido/Alianza                                                                        | Concejales | Consejeros Escolares |                                                                                        |                                                                                        |                                                                                        |                                                                                        |
|                                                                                        | Juntos                                                                                 | 13/24 - María Florencia Maudet (2023-2027) - Miguel Ángel Alberto Nieto (2023-2027) - Claudia Alejandra Iriarte (2023-2027) - Guillermo David García (2023-2027) - Bárbara Ivana Kippes Kent (2023-2027) - Maximiliano Javier Beltrando (2023-2027) - Leandro Hernán Soto (2021-2025) - María De Los Angeles Di Conza (2021-2025) - Germán Alejandro Núñez (2021-2025) - Karina Sandra Urquiza (2021-2025) - José Andrés Salvaggio (2021-2025) - Patricia Alejandra Ledesma (2021-2025) - Gonzalo Ezequiel Andiarena (2021-2025) | 4/8 - Darío Luis Stanisci (2023-2027) - Andrea Gabriela García (2023-2027) - Juan Roberto Grillo (2021-2025) - Susana Graciela Nicolau (2021-2025) |                                                                                        |                                                                                        |                                                                                        |                                                                                        |
|                                                                                        | Frente de Todos                                                                        | 9/24 - María Marcela Viguera Díaz (2023-2027) - Claudia Mónica Borras (2023-2027) - Juan Manuel Castro (2023-2027) - Pablo José Walker (2023-2027) - Juanjo Castro (2021-2025) - Sabrina Daiana Del Oro (2021-2025) - Santiago Ricardo Enrique Fidanza (2021-2025) - Paula Lorena Sánchez (2021-2025) - Rolando Javier Pérez (2021-2025) | 4/8 - Jorge Martín Gamarra (2021-2025) - Alejandro Daniel Esmayel (2023-2027) - Celeste Sampayo (2021-2025) - Karina Susana Caimari (2023-2027)    |                                                                                        |                                                                                        |                                                                                        |                                                                                        |
|                                                                                        | La Libertad Avanza                                                                     | 2/24 - Carlos Alberto Romo (2023-2027) - Noelia Vanesa Oxley Cruz (2023-2027) | 0/8 |                                                                                        |                                                                                        |                                                                                        |                                                                                        |
| Fuente: Junta Electoral de la Provincia de Buenos Aires                                |                                                                                        | | |                                                                                        |                                                                                        |                                                                                        |                                                                                        |

### Elecciones municipales históricas

#### Elecciones en la década de 2020
|  | 48,10 % |

|  | 31,06 % |

|  | 17,41 % |

|  | 3,52 % |

|  | 90,4 % |

|  | 8,86 % |

|  | 0,74 % |

|  | 76,34 % |

|  | 100 % |

|  | 49,65 % |

|  | 33,65 % |

|  | 6,87 % |

|  | 6,65 % |

|  | 3,17 % |

|  | 94,09 % |

|  | 4,85 % |

|  | 1,06 % |

|  | 69,80 % |

|  | 100 % |

#### Elecciones en la década de 2010
|  | 55,67 % |

|  | 38,83 % |

|  | 3,07 % |

|  | 2,44 % |

|  | 93,58 % |

|  | 5,83 % |

|  | 0,59 % |

|  | 81,24 % |

|  | 100 % |

|  | 47,05 % |

|  | 35,15 % |

|  | 8,40 % |

|  | 5,40 % |

|  | 3,99 % |

|  | 95,59 % |

|  | 3,68 % |

|  | 0,73 % |

|  | 78,15 % |

|  | 100 % |

|  | 41,38 % |

|  | 36,77 % |

|  | 16,34 % |

|  | 3,57 % |

|  | 1,96 % |

|  | 91,39 % |

|  | 7,90 % |

|  | 0,71 % |

|  | 81,53 % |

|  | 100 % |

|  | 52,78 % |

|  | 18,92 % |

|  | 8,00 % |

|  | 7,12 % |

|  | 5,71 % |

|  | 4,41 % |

|  | 1,71 % |

|  | 1,35 % |

|  | 94,35 % |

|  | 4,67 % |

|  | 0,98 % |

|  | 80,67 % |

|  | 100 % |

|  | 53,43 % |

|  | 28,46 % |

|  | 4,94 % |

|  | 4,86 % |

|  | 3,10 % |

|  | 2,73 % |

|  | 2,48 % |

|  | 89,72 % |

|  | 9,50 % |

|  | 0,78 % |

|  | 80,50 % |

|  | 100 % |

#### Elecciones en la década de 2000
|  | 31,61 % |

|  | 17,84 % |

|  | 11,79 % |

|  | 9,73 % |

|  | 7,76 % |

|  | 7,16 % |

|  | 0,01 % |

|  | 7,17 % |

|  | 6,57 % |

|  | 3,93 % |

|  | 1,39 % |

|  | 0,68 % |

|  | 0,50 % |

|  | 0,37 % |

|  | 0,33 % |

|  | 0,32 % |

|  | 0,01 % |

|  | 92,13 % |

|  | 6,44 % |

|  | 1,43 % |

|  | 75,09 % |

|  | 100 % |

|  | 28,11 % |

|  | 25,67 % |

|  | 11,69 % |

|  | 7,86 % |

|  | 6,62 % |

|  | 6,54 % |

|  | 3,65 % |

|  | 2,74 % |

|  | 1,42 % |

|  | 1,13 % |

|  | 0,99 % |

|  | 0,88 % |

|  | 0,73 % |

|  | 0,71 % |

|  | 0,49 % |

|  | 0,43 % |

|  | 0,34 % |

|  | 0,01 % |

|  | 87,30 % |

|  | 11,76 % |

|  | 0,94 % |

|  | 76,42 % |

|  | 100 % |

|  | 39,73 % |

|  | 22,68 % |

|  | 7,89 % |

|  | 7,76 % |

|  | 5,82 % |

|  | 3,96 % |

|  | 1,83 % |

|  | 1,65 % |

|  | 1,60 % |

|  | 1,50 % |

|  | 1,40 % |

|  | 1,35 % |

|  | 0,93 % |

|  | 0,70 % |

|  | 0,62 % |

|  | 0,44 % |

|  | 0,13 % |

|  | 0,02 % |

|  | 88,88 % |

|  | 9,41 % |

|  | 1,70 % |

|  | 75,44 % |

|  | 100 % |

|  | 43,61 % |

|  | 29,79 % |

|  | 4,04 % |

|  | 3,62 % |

|  | 3,25 % |

|  | 3,15 % |

|  | 2,29 % |

|  | 2,00 % |

|  | 1,96 % |

|  | 1,43 % |

|  | 1,26 % |

|  | 1,19 % |

|  | 0,91 % |

|  | 0,59 % |

|  | 0,51 % |

|  | 0,22 % |

|  | 0,20 % |

|  | 90,43 % |

|  | 8,21 % |

|  | 1,36 % |

|  | 71,91 % |

|  | 100 % |

|  | 48,45 % |

|  | 4,16 % |

|  | 1,25 % |

|  | 0,33 % |

|  | 54,19 % |

|  | 8,64 % |

|  | 6,43 % |

|  | 6,33 % |

|  | 5,27 % |

|  | 5,11 % |

|  | 4,78 % |

|  | 2,81 % |

|  | 2,05 % |

|  | 1,39 % |

|  | 0,94 % |

|  | 0,72 % |

|  | 0,44 % |

|  | 0,40 % |

|  | 0,27 % |

|  | 0,23 % |

|  | 78,70 % |

|  | 9,00 % |

|  | 12,30 % |

|  | 75,41 % |

|  | 100 % |

#### Elecciones en la década de 1990
|  | 58,25 % |

|  | 7,83 % |

|  | 66,08 % |

|  | 24,58 % |

|  | 2,83 % |

|  | 1,96 % |

|  | 1,93 % |

|  | 0,79 % |

|  | 0,56 % |

|  | 0,54 % |

|  | 0,38 % |

|  | 0,24 % |

|  | 0,11 % |

|  | 90,86 % |

|  | 8,47 % |

|  | 0,67 % |

|  | 84,04 % |

|  | 100 % |

|  | 44,73 % |

|  | 34,44 % |

|  | 11,54 % |

|  | 3,62 % |

|  | 1,22 % |

|  | 1,13 % |

|  | 1,00 % |

|  | 0,97 % |

|  | 0,91 % |

|  | 0,44 % |

|  | 93,29 % |

|  | 5,42 % |

|  | 1,29 % |

|  | 79,15 % |

|  | 100 % |

|  | 40,04 % |

|  | 16,97 % |

|  | 13,30 % |

|  | 11,17 % |

|  | 8,32 % |

|  | 6,41 % |

|  | 1,59 % |

|  | 0,59 % |

|  | 0,47 % |

|  | 0,36 % |

|  | 0,36 % |

|  | 0,24 % |

|  | 0,18 % |

|  | 90,88 % |

|  | 8,52 % |

|  | 0,60 % |

|  | 81,20 % |

|  | 100 % |

### Listado de intendentes
| Intendente          | Mandato       | Partido                                               |
| ------------------- | ------------- | ----------------------------------------------------- |
| José de Luca        | 1995-1996     | Partido Justicialista                                 |
| Carlos Ramo         | 1996-1997     | Partido Justicialista                                 |
| Aldo Rico           | 1997-2003     | MODIN (hasta 1998) Partido Justicialista (desde 1998) |
| Oscar Zilocchi      | 2003-2007     | MODIN (hasta 2005) Partido Justicialista (desde 2005) |
| Joaquín de la Torre | 2007-2016     | Partido Justicialista                                 |
| Jaime Méndez        | 2016-presente | Encuentro Republicano Federal                         |

## Educación
El Partido de San Miguel en materia de educación cuenta con unas ochenta instituciones privadas de enseñanza básica (Inicial, Primario y Secundario), catorce Institutos de Estudios Terciarios, cinco sedes de Universidades Privadas y seis colegios de especialidades.
En cuanto a establecimientos educativos públicos, hay alrededor de sesenta establecimientos de enseñanza básica (Inicial, Primario y Secundario), tres universidades públicas y 3 colegios públicos de niveles terciarios y universitarios.

## Información
Comprende 22 barrios con una población de 295.368 habitantes. Es una de las zonas comerciales más importantes del gran Buenos Aires, hecho que lo confirma la presencia de 18 bancos, las firmas comerciales más importantes del país y destacadas industrias como Hiram Walker, Bols, Praxair, Dunlop, Calzados Bianco, etc. El Registro Provincial de las Personas cuenta con 3 oficinas; En el aspecto salud se cuenta con Hospital General de Agudos Dr. Raúl Larcade y 13 establecimientos de internación de dependencia municipal, 24 clubes de Deportes y Recreación, entre los que se destacan por intervenir en los campeonatos de .A., San Miguel y Juventud Unida. Hay también 33 centros de jubilados, 70 Sociedades de Fomento y 30 Asociaciones Civiles.

## Economía
La política de la ciudad está inclinada principalmente a la oferta de servicios, además del comercio, numerosas empresas tienen sus sedes centrales en la ciudad. Esta concentración de oferta de servicios surgió como consecuencia de haber sido la ciudad de San Miguel la cabecera del desaparecido Partido de General Sarmiento (cuya sede del desaparecido municipio es donde funciona actualmente la sede municipal de San Miguel), hoy en día desmembrado en los partidos de José C. Paz, Malvinas Argentinas y San Miguel. En los últimos años, San Miguel, fue epicentro de repercusiones y problemas ambientales.
San Miguel se caracteriza por su centro comercial a cielo abierto, por su gran variedad de comercios que abarcan todas las categorías, servicios y actividades. San Miguel tiene uno de los más importantes y grandes centros comerciales a cielo abierto en todo Buenos Aires, exceptuando la capital federal.

## Aspectos urbanísticos

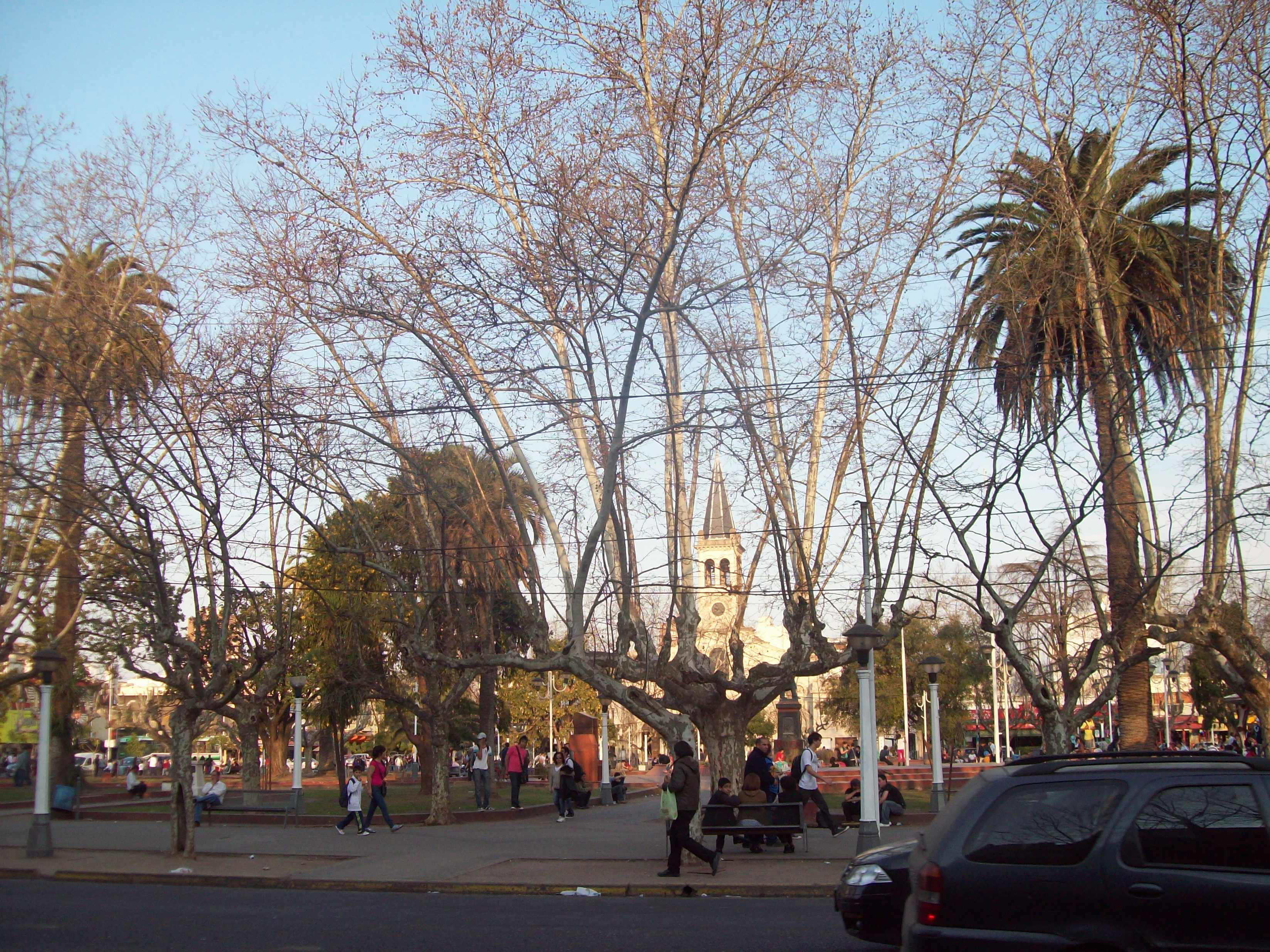
Plaza San Miguel

San Miguel tiene un amplio centro urbano donde se pueden observar grandes modificaciones en sus dos principales arterias, de 1970 a 2005: se ha construido una gran cantidad de edificios muy desordenadamente por encima de los 10 a 15 pisos.
El municipio, la escuela N.° 1 «Domingo Faustino Sarmiento», la Parroquia Catedral de San Miguel Arcángel y otras construcciones antiguas de finales del siglo XIX. Gran parte de los edificios de comienzos de siglo XX han sido demolidos para la construcción de grandes torres.
Ubicado en Bussolini 1760, detrás del Colegio Máximo y de la nueva Ciudad Judicial, se encuentra el Observatorio Astronómico, fundado en diciembre de 1935, y siempre muy reconocido a nivel internacional por toda la comunidad científica. Tanto, que en su época de esplendor fue considerado el segundo más importante de Sudamérica y el quinto del mundo.
La ciudad de San Miguel está sufriendo los avatares de una construcción desenfrenada, donde se está cambiando la fisonomía de una ciudad que tuvo en su momento al árbol como uno de sus íconos ambientales resonantes. Si bien la construcción ordenada forma parte de una correcta y justa planificación en el desarrollo regional, dado que se ha hecho en forma inconsulta, sin previsión ni planificación alguna, respondiendo exclusivamente a un interés especulativo.
Otros lugares para recorrer el bingo San Miguel ubicado la Plaza Bartolomé Mitre en pleno centro de la ciudad, así como también recorrer los centros comerciales que la ciudad nos ofrece como también un gran número de restaurantes y cafeterías.

### Infraestructura urbana
Tanto en el partido como en la ciudad se sufren diferentes problemas, uno de ellos es el colapso de los servicios públicos en la ciudad de San Miguel y la localidad de Muñiz por la construcción de torres en zonas no previstas para ese fin cuando se concibieron los servicios públicos, hoy inadecuadamente adaptados. Problemas como el colapso de la red cloacal, los cortes y la disminución en la tensión eléctrica, y la poca presión de las redes de agua corriente y gas natural, todo esto debido a la construcción indiscriminada de edificios que superan los 15 pisos de altura. En Bella Vista se ve un proceso de urbanización constante, entre barrios cerrados y countries, que sufren algunos de estos problemas aunque en menor medida.

### Ecología
El clima urbano se ve modificado por la carga térmica, inducida por el incremento de la densidad de las edificaciones, asfalto, etc., cual genera una modificación térmica. Luego de una edificación intensa en propiedad horizontal, San Miguel sufrió profundas modificaciones en sus temperaturas, que empeoraron la vida de sus habitantes, esto es debido a la concentración de hormigón y otras estructuras ingenieriles de la construcción, que forma un acumulador de calor o (isla de calor), cediéndolo en horas de la noche, cuando la temperatura del aire disminuye. En verano aumenta la temperatura máxima nocturna y reduce la amplitud térmica entre el máximo diurno y el mínimo nocturno. En invierno sucede algo similarmente perjudicial. Las temperaturas rurales no han experimentado cambio alguno.

## Comunicaciones
En la ciudad se encuentran dos canales de televisión, uno de ellos es el Canal 5 desde la nueva ciudad de Santa María de San Miguel, de aire y acceso público, esta en funcionamiento desde octubre de 2009, y el otro el Canal Provincial (11) por cable y privado, Concesionado por TeleRed también alrededor de unas 15 publicaciones impresas entre las que se encuentran diarios y revistas. Como el Diario la Hoja que sale los martes y viernes y el Periódico Aquí la Noticia que sale todos los lunes. Por otra parte Telered y Telefónica de Argentina son los únicos dos prestatarios de Internet por banda ancha. El partido posee un corredor aeróbico libre y gratuito las 24 horas, los 365 días del año a ancha.

## Corredor Aeróbico
El Corredor Aeróbico de Bella Vista - Muñiz es un corredor ubicado en las localidades de Bella Vista y Muñiz, ubicadas en el Partido de San Miguel.
El Corredor de Bella Vista - Muñiz tiene unos 3 km de largo, comienza en la Estación de Muñiz, en la localidad homónima y finaliza en el Club Regatas, en Bella Vista.
El Corredor cruza calles importantes como:
- Pardo
- Corrientes
- Sourdeaux
- Av. San Martín
- Av. Senador Morón

Posee dos caminos bien diferenciados uno es utilizado para caminar, trotar o correr y otro para bicicletas, rollers, skate, etc. 
Están prohibidas las Motos y los Cuatriciclos.
El Corredor Aeróbico es monitoreado las 24 horas con un sistema de cámaras de la Municipalidad de San Miguel, además hay policías municipales que andan en cuatriciclos.

## Transporte
La ciudad se ubica a unos 30 km del centro de Buenos Aires, se encuentra en un nudo de comunicaciones importante en el noroeste del conurbano donde para acceder a la ciudad se pueden utilizar las principales carreteras Ruta Provincial 8 (ex-RN 8), Ruta Provincial 23 (ex-RN 202), Ruta Provincial 201 (ex-RN 201) y la autopista Camino del Buen Ayre, también se pueden utilizar las autopistas Acceso Norte, Acceso Oeste y la Ruta Provincial 24 (ex-RN 197) las cuales se encuentran a corta distancia.
A 15 km se ubica la autopista General Paz que permite tener acceso a la capital con automóvil. También se puede acceder a la Capital Federal por la ruta 202 que se interseca con la Autopista Panamericana a la altura de Don Torcuato de Alvear, entre unos 30 y 40 minutos dependiendo de la existencia o no de embotellamiento en los accesos.
El transporte público en San Miguel está bastante congestionado para desplazarse tanto dentro como fuera de la ciudad, la gran variedad de líneas y ramales de ómnibus permiten la conexión de la ciudad con el conurbano; el tiempo de recorrido es de alrededor de una hora a hora y media.
Los servicios ferroviarios incluyen el ramal diésel de la línea San Martín la cual hace el viaje a la capital en unos 50 minutos (desde la Estación San Miguel hasta Retiro) y el ramal eléctrico de la Línea Urquiza, que tarda unos 50 minutos hasta su terminal Federico Lacroze. Otra opción es la Línea Belgrano Norte. sin embargo esta no se encucentra en el partido, la estación más cercana a la ciudad es la de Don Torcuato de Alvear a 6 km, desde dicha estación hasta Retiro hay 44 minutos. Otra opción es la Línea Sarmiento ubicada en el Partido de Moreno.

## Salud
En el partido existen alrededor de 20 salas de primeros auxilios y los hospitales Dr. Raul Federico Larcade, Materno Infantil De Bella Vista, Oftalmológico Municipal y Odontológico Municipal. Durante años los centros de salud primaria habían sido relegados y abandonados, durante los años 2006 y 2008 se llevó a cabo una campaña municipal de recuperación de estos centros, a 2010 unos 10 centros han abierto sus puertas, los ya existentes mejoraron su calidad de atención y los de mayor demanda poblacional, a priori, ampliaran sus servicios.
En cuanto a salud privada, el distrito posee 100 instituciones privadas.

## Seguridad
En el distrito de San Miguel existen tres comisarías de policía: 1º (San Miguel Centro), 2.º (Bella Vista) y 3º (Santa María, antes San Miguel Oeste). Actualmente cuenta con un centro de operaciones municipal (C.O.M.) conformado por 25 patrulleros y más de 500 cámaras de seguridad que monitorean los puntos claves de la ciudad. Además se añadió el programa "Ojos En Alerta" una iniciativa en la cual vía WhatsApp los vecinos pueden alertar al Centro De Monitoreo sobre cualquier emergencia.
También cuenta con dos departamentos de bomberos voluntarios y próximamente uno más en Bella Vista.
A su vez cuenta con Sub DDI y el Centro de Despacho y Emergencias 911, ubicado en la localidad de Muñiz

## Deportes
El Partido concentra algunos clubes de las divisiones B y D del Fútbol Argentino, los cuales son:
- Club Deportivo Muñiz
- Club Atlético San Miguel
- Club Deportivo y Social Juventud Unida

En los mismos se practican natación, atletismo, baloncesto, entre otros. También se encuentran clubes de otras disciplinas como:
- Club Social y Deportivo Bella Vista
- San Miguel Hockey & Rugby Club
- Club Regatas de Bella Vista
- Club Vicentinos Hockey & Rugby
- Macabi

También en el partido se encuentran clubes de divisiones inferiores, la secretaria de deportes de San Miguel Realiza un torneo para estas. En el partido Se desarrolló en 2002 la copa mundial de Golf en el Buenos Aires Golf Club que se localiza en Bella Vista. Todos los años la secretaria de Deportes y la Municipalidad De San Miguel organizan la maratón fe San Miguel donde participan alrededor de 2000 competidores, también el partido dispone de un corredor aeróbico municipal.

## Población
El partido tenía un total de 253,086 habitantes (Indec, 2001) con una densidad de 3.163hab/km², de la cual la ciudad de San Miguel concentraba el 62% del total con 157,532 habitantes (Indec, 2001) repartidos en 17 km² con una densidad de 9.266,58 hab/km².
Hacia el año 2010 la población del partido alcanzó los 276.190 habitantes.
Según los resultados definitivos del censo de 2022 la población del partido alcanza los 328.835 habitantes.

## Personalidades reconocidas
- Carlos Machín, futbolista profesional. (Club Atlético Excursionistas)
- Julián Mazzola, juez de línea.
- Las Trillizas de Oro, cantantes y presentadoras de televisión.
- Patricio Sturlese, escritor.
- Maitena, escritora.
- Jorge Aliaga, físico.
- Federico Germán Díaz, Ingeniero Industrial.
- Rodolfo Zapata, cantante popular
- Maximiliano Richeze, ciclista profesional.
- Mauro Richeze, ciclista profesional.
- Gastón Trillini, exciclista profesional.
- Diego Gabriel Chaves, boxeador profesional.
- Rubén Oscar Glaría, exfutbolista profesional y ex intendente del Partido de José C. Paz
- César Horacio Malnatti, expiloto.
- Aníbal Di Salvo, director de cine.
- Alfredo Iacolutti, piloto de TC.
- Alfredo Adolfo Iacolutti, piloto de Safari de la Costa. Tres veces campeón.
- Osvaldo Sasso, piloto de TC.
- José Tribulato, político.
- Elías Alderete, futbolista profesional.
- Axel Juárez, futbolista profesional.
- Pablo Espinosa, futbolista profesional.
- Darío Soplán, futbolista profesional.
- Francisco Di Franco, futbolista profesional.
- Juan Carlos Scatizza, Ciclista.
- José Píttaro, Ciclista.
- Juan y Gerardo Cavalieri. ciclistas.
- Luis Darío Calvo, futbolista profesional.
- Edgardo Madinabeytia, exfutbolista profesional.
- Jorge Almirón, exfutbolista profesional y entrenador.
- Roberto Passucci, exfutbolista profesional.
- Rogelio Antonio Domínguez, exfutbolista profesional y entrenador.
- Carlos Daniel Tapia, exfutbolista profesional.
- Juan Bautista Carlutti, docente y periodista.
- Cristina Lemercier, actriz.
- Roberto García Ramos, actor.
- Carmen del Moral, cantante y actriz.

- William Shand, poeta, novelista y dramaturgo.

- Romina Gay, modelo, actriz, bailarina y vedette.
- Antonio José Pastor Deleroni, abogado.
- Claudio Rossi, juez de línea
- Alejandro David Liendro, deportista
- Jonatan L. Bregantic, profesor y jurista

## Religión
El catolicismo es la fe más profesada en el partido. Otra religión en importancia en el partido es el judaísmo, una comunidad que cuenta con sinagogas e incluso con la Sociedad Cultural Israelita de General Sarmiento; En el Barrio Maccabi se concentra la mayor actividad de la comunidad que es muy profusa y extendida.
En los últimos años el crecimiento más fuerte sin embargo lo exhiben las distintas ramas evangélicas y sus innumerables templos y congregaciones.

### Clima
El clima es pampeano. Presenta veranos cálidos e inviernos fríos, precipitaciones suficientes y en algunas ocasiones fuertes generando inundaciones; y vientos predominantes del este, como en el resto de la parte noreste de la provincia de Buenos Aires.
| Parámetros climáticos promedio de Partido de San Miguel, BA | Parámetros climáticos promedio de Partido de San Miguel, BA | Parámetros climáticos promedio de Partido de San Miguel, BA | Parámetros climáticos promedio de Partido de San Miguel, BA | Parámetros climáticos promedio de Partido de San Miguel, BA | Parámetros climáticos promedio de Partido de San Miguel, BA | Parámetros climáticos promedio de Partido de San Miguel, BA | Parámetros climáticos promedio de Partido de San Miguel, BA | Parámetros climáticos promedio de Partido de San Miguel, BA | Parámetros climáticos promedio de Partido de San Miguel, BA | Parámetros climáticos promedio de Partido de San Miguel, BA | Parámetros climáticos promedio de Partido de San Miguel, BA | Parámetros climáticos promedio de Partido de San Miguel, BA | Parámetros climáticos promedio de Partido de San Miguel, BA |
| Mes                                                         | Ene.                                                        | Feb.                                                        | Mar.                                                        | Abr.                                                        | May.                                                        | Jun.                                                        | Jul.                                                        | Ago.                                                        | Sep.                                                        | Oct.                                                        | Nov.                                                        | Dic.                                                        | Anual                                                       |
| ----------------------------------------------------------- | ----------------------------------------------------------- | ----------------------------------------------------------- | ----------------------------------------------------------- | ----------------------------------------------------------- | ----------------------------------------------------------- | ----------------------------------------------------------- | ----------------------------------------------------------- | ----------------------------------------------------------- | ----------------------------------------------------------- | ----------------------------------------------------------- | ----------------------------------------------------------- | ----------------------------------------------------------- | ----------------------------------------------------------- |
| Temp. máx. abs. (°C)                                        | 39.7                                                        | 39.3                                                        | 37.5                                                        | 35.8                                                        | 30.4                                                        | 27.6                                                        | 27.8                                                        | 34.2                                                        | 34.3                                                        | 34.7                                                        | 36.0                                                        | 38.1                                                        | 39.7                                                        |
| Temp. máx. media (°C)                                       | 29.5                                                        | 28.7                                                        | 25.4                                                        | 22.3                                                        | 19.9                                                        | 16.3                                                        | 14.6                                                        | 15.1                                                        | 18.8                                                        | 22.7                                                        | 24.9                                                        | 27.0                                                        | 29.5                                                        |
| Temp. media (°C)                                            | 23.6                                                        | 23.0                                                        | 19.9                                                        | 16.9                                                        | 14.4                                                        | 10.8                                                        | 9.6                                                         | 10.5                                                        | 13.6                                                        | 16.6                                                        | 19.2                                                        | 21.4                                                        | 16.6                                                        |
| Temp. mín. media (°C)                                       | 17.8                                                        | 17.4                                                        | 14.5                                                        | 11.6                                                        | 8.9                                                         | 5.3                                                         | 4.7                                                         | 6.0                                                         | 8.5                                                         | 10.6                                                        | 13.6                                                        | 15.9                                                        | 11.2                                                        |
| Temp. mín. abs. (°C)                                        | 4.6                                                         | 1.9                                                         | -1.7                                                        | -4.8                                                        | -4.9                                                        | -6.3                                                        | -7.2                                                        | -5.4                                                        | -4.5                                                        | -3.9                                                        | -0.3                                                        | 1.8                                                         | -7.2                                                        |
| Precipitación total (mm)                                    | 120.1                                                       | 119.0                                                       | 140.5                                                       | 100.4                                                       | 74.8                                                        | 69.6                                                        | 68.9                                                        | 70.3                                                        | 70.7                                                        | 117.2                                                       | 109.0                                                       | 111.3                                                       | 1171.8                                                      |
| Nevadas (cm)                                                | 0                                                           | 0                                                           | 0                                                           | 0                                                           | 0                                                           | 0                                                           | 0                                                           | 0                                                           | 0                                                           | 0                                                           | 0                                                           | 0                                                           | 0                                                           |
| Días de precipitaciones (≥ )                                | 10                                                          | 10                                                          | 9                                                           | 9                                                           | 8                                                           | 6                                                           | 5                                                           | 7                                                           | 8                                                           | 9                                                           | 10                                                          | 10                                                          | 101                                                         |
| Días de nevadas (≥ 0)                                       | 0                                                           | 0                                                           | 0                                                           | 0                                                           | 0                                                           | 0                                                           | 0                                                           | 0                                                           | 0                                                           | 0                                                           | 0                                                           | 0                                                           | 0                                                           |
| Horas de sol                                                | 270                                                         | 240                                                         | 190                                                         | 175                                                         | 170                                                         | 135                                                         | 140                                                         | 175                                                         | 180                                                         | 215                                                         | 255                                                         | 260                                                         | 2405                                                        |
| Humedad relativa (%)                                        | 68                                                          | 67                                                          | 89                                                          | 83                                                          | 78                                                          | 75                                                          | 80                                                          | 81                                                          | 80                                                          | 79                                                          | 72                                                          | 70                                                          | 76.8                                                        |
| Fuente: Servicio Meteorológico Nacional Argentino           |                                                             |                                                             |                                                             |                                                             |                                                             |                                                             |                                                             |                                                             |                                                             |                                                             |                                                             |                                                             |                                                             |

### Nevadas
Durante los días 6, 7 y 8 de julio de 2007, se produjo la entrada de una masa de aire frío polar, como consecuencia de esto el lunes 9 de julio, la presencia simultánea de aire muy frío, tanto en los niveles medios de la atmósfera como en la superficie, dio lugar a la ocurrencia de precipitación en forma de aguanieve y nieve conocida como nevadas extraordinarias en la Ciudad de Buenos Aires ya que esto ocurrió prácticamente en todo Buenos Aires y demás provincias. Fue la tercera vez en la que se tiene registro de una nevada en el partido, las anteriores veces fueron en los años 1912 y el 1918.

## Toponimia
El ingeniero Sordeaux, fiel a los principios religiosos, en un principio llamó a esta zona "San José del Pilar", pero al separarse de Moreno se la denominó en honor de San Miguel Arcángel.